# Cristina Bucșa
Cristina Bucșa (ur. 1 stycznia 1998 w Kiszyniowie) – hiszpańska tenisistka pochodzenia mołdawskiego (rodzimy kraj reprezentowała do 2015 roku), brązowa medalistka igrzysk olimpijskich z Paryża (2024) w grze podwójnej.

## Kariera tenisowa
W 2024 roku razem z Sarą Sorribes Tormo wywalczyły brązowy medal w grze podwójnej podczas igrzysk olimpijskich w Paryżu. W meczu o trzecie miejsce pokonały parę Karolína Muchová–Linda Nosková 6:2, 6:2.
Najwyżej w rankingu WTA była sklasyfikowana na 56. miejscu w singlu (15 stycznia 2024), natomiast na 19. miejscu w deblu (10 czerwca 2024).

## Historia występów wielkoszlemowych
Legenda
     W, wygrany turniej
     F, przegrana w finale
     SF, przegrana w półfinale
     QF, przegrana w ćwierćfinale
     xR, przegrana w x rundzie
     Qx, przegrana w x rundzie kwalifikacji
     A, brak startu
     NH, turniej nie odbył się

### Występy w grze pojedynczej
| Australian Open        | A    | A    | A   | A   | A   | A   | A   | Q1  | Q1  | 1R  | 3R | 1R | 2R | 0 / 4  | 3 – 4  |  |  |  |  |  |  |  |  |  |  |  |  |  |
| French Open            | A    | A    | A   | A   | A   | A   | A   | Q1  | Q1  | 1R  | 1R | 2R | 1R | 0 / 4  | 1 – 4  |  |  |  |  |  |  |  |  |  |  |  |  |  |
| Wimbledon              | A    | A    | A   | A   | A   | A   | Q2  | NH  | Q3  | Q2  | 2R | 2R | 3R | 0 / 3  | 4 – 3  |  |  |  |  |  |  |  |  |  |  |  |  |  |
| US Open                | A    | A    | A   | A   | A   | A   | Q1  | A   | 1R  | 2R  | 1R | 1R |    | 0 / 4  | 1 – 4  |  |  |  |  |  |  |  |  |  |  |  |  |  |
|                        |      |      |     |     |     |     |     |     |     |     |    |    |    |        |        |  |  |  |  |  |  |  |  |  |  |  |  |  |
| Ranking na koniec roku | 1203 | 1193 | 757 | 798 | 415 | 346 | 164 | 161 | 159 | 107 | 83 | 71 |    | 0 / 15 | 9 – 15 |  |  |  |  |  |  |  |  |  |  |  |  |  |

### Występy w grze podwójnej
| Australian Open        | A | A | A    | A    | A   | A   | A   | A   | A   | A   | 2R | QF | 1R | 0 / 3  | 4 – 3  |  |  |  |  |  |  |  |  |  |  |  |  |  |
| French Open            | A | A | A    | A    | A   | A   | A   | A   | A   | A   | 1R | 3R | 1R | 0 / 3  | 2 – 3  |  |  |  |  |  |  |  |  |  |  |  |  |  |
| Wimbledon              | A | A | A    | A    | A   | A   | A   | NH  | A   | A   | 1R | 2R | 1R | 0 / 3  | 1 – 3  |  |  |  |  |  |  |  |  |  |  |  |  |  |
| US Open                | A | A | A    | A    | A   | A   | A   | A   | A   | A   | 2R | 1R |    | 0 / 2  | 1 – 2  |  |  |  |  |  |  |  |  |  |  |  |  |  |
|                        |   |   |      |      |     |     |     |     |     |     |    |    |    |        |        |  |  |  |  |  |  |  |  |  |  |  |  |  |
| Ranking na koniec roku | – | – | 1167 | 1278 | 284 | 172 | 246 | 270 | 242 | 151 | 66 | 19 |    | 0 / 11 | 8 – 11 |  |  |  |  |  |  |  |  |  |  |  |  |  |

### Występy w grze mieszanej
| Australian Open | A | A | A | A | A | A | A | A  | A | A | A | A  | 1R | 0 / 1 | 0 – 1 |  |  |  |  |  |  |  |  |  |  |  |  |  |
| French Open     | A | A | A | A | A | A | A | NH | A | A | A | 1R | 2R | 0 / 2 | 1 – 2 |  |  |  |  |  |  |  |  |  |  |  |  |  |
| Wimbledon       | A | A | A | A | A | A | A | NH | A | A | A | 2R | 1R | 0 / 2 | 1 – 2 |  |  |  |  |  |  |  |  |  |  |  |  |  |
| US Open         | A | A | A | A | A | A | A | NH | A | A | A | 2R |    | 0 / 1 | 1 – 1 |  |  |  |  |  |  |  |  |  |  |  |  |  |
|                 |   |   |   |   |   |   |   |    |   |   |   |    |    |       |       |  |  |  |  |  |  |  |  |  |  |  |  |  |
|                 |   |   |   |   |   |   |   |    |   |   |   |    |    | 0 / 6 | 3 – 6 |  |  |  |  |  |  |  |  |  |  |  |  |  |

## Finały turniejów WTA
| Legenda                   | Legenda |
| ------------------------- | ------- |
| Wielki Szlem              |         |
| Igrzyska olimpijskie      |         |
| WTA Tour Championships    |         |
| od 2021                   |         |
| WTA 1000 (obowiązkowe)    |         |
| WTA 1000 (nieobowiązkowe) |         |
| WTA 500                   |         |
| WTA 250                   |         |
| WTA 125                   |         |

### Gra podwójna 9 (6–3)
| Końcowy wynik | Nr | Data                 | Turniej   | Nawierzchnia  | Partnerka           | Przeciwniczki                      | Wynik finału      |
| ------------- | -- | -------------------- | --------- | ------------- | ------------------- | ---------------------------------- | ----------------- |
| Finalistka    | 1. | 18 września 2022     | Portorož  | Twarda        | Tereza Mihalíková   | Marta Kostiuk Tereza Martincová    | 4:6, 0:6          |
| Zwyciężczyni  | 1. | 5 lutego 2023        | Lyon      | Twarda (hala) | Bibiane Schoofs     | Olga Danilović Aleksandra Panowa   | 7:6(5), 6:3       |
| Zwyciężczyni  | 2. | 7 kwietnia 2024      | Bogota    | Ceglana       | Kamilla Rachimowa   | Anna Bondár Irina Chromaczowa      | 7:6(5), 3:6, 10–8 |
| Zwyciężczyni  | 3. | 5 maja 2024          | Madryt    | Ceglana       | Sara Sorribes Tormo | Barbora Krejčíková Laura Siegemund | 6:0, 6:2          |
| Zwyciężczyni  | 4. | 25 maja 2024         | Strasburg | Ceglana       | Monica Niculescu    | Asia Muhammad Aldila Sutjiadi      | 3:6, 6:4, 10–6    |
| Zwyciężczyni  | 5. | 24 sierpnia 2024     | Cleveland | Twarda        | Xu Yifan            | Shūko Aoyama Eri Hozumi            | 3:6, 6:3, 10–6    |
| Finalistka    | 2. | 20 października 2024 | Osaka     | Twarda        | Monica Niculescu    | Ena Shibahara Laura Siegemund      | 6:3, 2:6, 2–10    |
| Finalistka    | 3. | 30 marca 2025        | Miami     | Twarda        | Miyu Katō           | Mirra Andriejewa Diana Sznajder    | 3:6, 7:6(5), 2–10 |
| Zwyciężczyni  | 6. | 6 kwietnia 2025      | Bogota    | Ceglana       | Sara Sorribes Tormo | Irina Bara Laura Pigossi           | 5:7, 6:2, 10–5    |

## Finały turniejów WTA 125

### Gra pojedyncza 1 (1–0)
| Końcowy wynik | Nr | Data            | Turniej | Nawierzchnia  | Przeciwniczka  | Wynik finału  |
| ------------- | -- | --------------- | ------- | ------------- | -------------- | ------------- |
| Zwyciężczyni  | 1. | 17 grudnia 2023 | Limoges | Twarda (hala) | Elsa Jacquemot | 2:6, 6:1, 6:2 |

### Gra podwójna 7 (5–2)
| Końcowy wynik | Nr | Data             | Turniej       | Nawierzchnia  | Partnerka             | Przeciwniczki                           | Wynik finału      |
| ------------- | -- | ---------------- | ------------- | ------------- | --------------------- | --------------------------------------- | ----------------- |
| Finalistka    | 1. | 8 sierpnia 2021  | Concord       | Twarda        | Usue Maitane Arconada | Peangtarn Plipuech Jessy Rompies        | 6:3, 6:7(5), 8–10 |
| Zwyciężczyni  | 1. | 4 grudnia 2022   | Andora        | Twarda        | Weronika Falkowska    | Angielina Gabujewa Anastasija Zacharowa | 7:6(4), 6:1       |
| Zwyciężczyni  | 2. | 16 lipca 2023    | Contrexéville | Ceglana       | Alona Fomina-Klotz    | Amina Anszba Anastasia Dețiuc           | 4:6, 6:3, 10–7    |
| Finalistka    | 2. | 27 sierpnia 2023 | Chicago       | Twarda        | Aleksandra Panowa     | Ulrikke Eikeri Ingrid Neel              | walkower          |
| Zwyciężczyni  | 3. | 10 grudnia 2023  | Angers        | Twarda (hala) | Monica Niculescu      | Anna Danilina Aleksandra Panowa         | 6:1, 6:3          |
| Zwyciężczyni  | 4. | 17 grudnia 2023  | Limoges       | Twarda (hala) | Jana Sizikowa         | Oksana Kalasznikowa Maia Lumsden        | 6:4, 6:1          |
| Zwyciężczyni  | 5. | 6 czerwca 2025   | Birmingham    | Trawiasta     | Destanee Aiava        | Alicia Barnett Elixane Lechemia         | 6:4, 6:2          |

## Finały turniejów ITF
| turnieje z pulą nagród 100 000 $ (W100)  |
| turnieje z pulą nagród 80 000 $ (W80)    |
| turnieje z pulą nagród 60 000 $ (W75)    |
| turnieje z pulą nagród 40 000 $ (W50)    |
| turnieje z pulą nagród 25/30 000 $ (W35) |
| turnieje z pulą nagród 15 000 $ (W15)    |
| turnieje z pulą nagród 10 000 $          |

### Gra pojedyncza 9 (4–5)
| Rezultat     |    | Data       | Turniej         | ($)    | Naw.    | Przeciwniczka          | Wynik                |
| Finalistka   | 1. | 22/02/2015 | Palma Nova      | 10 000 | Twarda  | Amanda Carreras        | 5:7, 0:6             |
| Finalistka   | 2. | 25/09/2016 | Madryt          | 10 000 | Twarda  | Nuria Párrizas Díaz    | 6:3, 4:6, 5:7        |
| Zwyciężczyni | 1. | 28/05/2017 | Santarém        | 15 000 | Twarda  | Walerija Sawinych      | 6:4, 6:4             |
| Zwyciężczyni | 2. | 29/07/2018 | Porto           | 25 000 | ziemna  | Jil Teichmann          | 7:6(4), 6:1          |
| Finalistka   | 3. | 25/11/2018 | Nules           | 15 000 | Ceglana | Elisabetta Cocciaretto | 2:6, 6:7(2)          |
| Finalistka   | 4. | 12/05/2019 | Monzón          | 25 000 | Twarda  | Nadia Podoroska        | 2:6, 6:4, 2:6        |
| Zwyciężczyni | 3. | 28/07/2019 | Vitoria-Gasteiz | 25 000 | Twarda  | Shalimar Talbi         | 6:0, 6:4             |
| Zwyciężczyni | 4. | 03/11/2019 | Nantes          | 60 000 | Twarda  | Tamara Korpatsch       | 6:2, 6:7(11), 7:6(6) |
| Finalistka   | 5. | 13/09/2020 | Saint-Malo      | 60 000 | Ceglana | Nadia Podoroska        | 6:4, 5:7, 2:6        |

### Gra podwójna 19 (9–10)
| Rezultat     |     | Data       | Turniej       | ($)      | Naw.            | Partnerka             | Przeciwniczki                                   | Wynik             |
| Finalistka   | 1.  | 08/05/2015 | Pula          | 10 000   | Ceglana         | Eva Guerrero Álvarez  | Aliona Bolsova Priscilla Hon                    | 0:6, 3:6          |
| Finalistka   | 2.  | 26/05/2017 | Santarém      | 15 000   | Twarda          | Ksienija Kuzniecowa   | Walerija Sawinych Wałerija Strachowa            | 3:6, 2:6          |
| Finalistka   | 3.  | 09/07/2017 | Getxo         | 25 000   | Ceglana         | Noelia Zeballos       | Andrea Gámiz Aleksandrina Najdenowa             | 2:6, 4:6          |
| Finalistka   | 4.  | 01/09/2017 | Middelkerke   | 15 000   | Ceglana         | Cristina Adamescu     | Sara Cakarevic Magali Kempen                    | 4:6, 6:4, 5–10    |
| Finalistka   | 5.  | 16/09/2017 | Biarritz      | 80 000   | Ceglana         | Isabelle Wallace      | Irina Bara Mihaela Buzărnescu                   | 3:6, 1:6          |
| Finalistka   | 6.  | 19/11/2017 | Benicarló     | 15 000   | Ceglana         | Elixane Lechemia      | Noelia Bouzó Zanotti Ángeles Moreno Barranquero | 3:6, 4:6          |
| Zwyciężczyni | 1.  | 25/11/2017 | Walencja      | 25 000   | Twarda          | Jana Sizikowa         | Andrea Gámiz Georgina García Pérez              | 7:6(1), 7:6(5)    |
| Zwyciężczyni | 2.  | 11/05/2018 | Monzón        | 25 000   | Twarda          | Jana Sizikowa         | Sarah Beth Grey Olivia Nicholls                 | 6:2, 5:7, 10–8    |
| Finalistka   | 7.  | 29/06/2018 | Périgueux     | 25 000   | Ceglana         | María Herazo González | Eleni Kordolemi Elixane Lechemia                | 4:6, 6:3, 9–11    |
| Finalistka   | 8.  | 28/07/2018 | Porto         | 25 000   | Ceglana         | Ramu Ueda             | Montserrat González Laura Pigossi               | 5:7, 0:6          |
| Zwyciężczyni | 3.  | 23/09/2018 | Saint-Malo    | 60 000+H | Ceglana         | María Herazo González | Alexandra Cadanțu Diāna Marcinkēviča            | 4:6, 6:1, 10–8    |
| Finalistka   | 9.  | 12/10/2018 | Óbidos        | 25 000   | Dywanowa        | Diāna Marcinkēviča    | Michaëlla Krajicek Ingrid Neel                  | 2:6, 2:6          |
| Zwyciężczyni | 4.  | 23/11/2018 | Nules         | 15 000   | Ceglana         | Claudia Hoste Ferrer  | Marina Bassols Ribera Júlia Payola              | 7:6(3), 6:3       |
| Zwyciężczyni | 5.  | 23/02/2019 | Altenkirchen  | 25 000   | Dywanowa (hala) | Rosalie van der Hoek  | Marie Benoît Katarzyna Piter                    | 5:7, 6:3, 12–10   |
| Zwyciężczyni | 6.  | 07/04/2019 | Óbidos        | 25 000   | Dywanowa        | Georgina García Pérez | Sopia Szapatawa Emily Webley-Smith              | 7:5, 7:5          |
| Zwyciężczyni | 7.  | 27/04/2019 | Chiasso       | 25 000   | Ceglana         | Marta Kostiuk         | Sharon Fichman Jaimee Fourlis                   | 6:1, 3:6, 10–7    |
| Finalistka   | 10. | 09/11/2019 | Saint-Étienne | 25 000   | Twarda (hala)   | Julia Wachaczyk       | Marina Mielnikowa Laura Ioana Paar              | 3:6, 7:6(7), 9–11 |
| Zwyciężczyni | 8.  | 26/03/2022 | Hawr          | 25 000   | Ceglana (hala)  | Georgina García Pérez | Diāna Marcinkēviča Chiara Scholl                | 6:4, 6:3          |
| Zwyciężczyni | 9.  | 25/11/2022 | Walencja      | 80 000+H | Ceglana         | Ylena In-Albon        | Irina Chromaczowa Iryna Szymanowicz             | 6:3, 6:2          |

## Występy w igrzyskach olimpijskich

### Gra pojedyncza
| Runda                                                                      | Przeciwniczka                 | Wynik       |
| -------------------------------------------------------------------------- | ----------------------------- | ----------- |
|                                                                            |                               |             |
| Letnie Igrzyska Olimpijskie w Paryżu 2024, reprezentując państwo Hiszpania |                               |             |
| I runda                                                                    | Chorwacja: Petra Martić       | 6:4, 6:3    |
| II runda                                                                   | Kanada: Leylah Fernandez [16] | 6:7(4), 3:6 |

### Gra podwójna
| Runda                                                                      | Partnerka               | Przeciwniczki                                                       | Wynik           |
| -------------------------------------------------------------------------- | ----------------------- | ------------------------------------------------------------------- | --------------- |
|                                                                            |                         |                                                                     |                 |
| Letnie Igrzyska Olimpijskie w Paryżu 2024, reprezentując państwo Hiszpania |                         |                                                                     |                 |
| I runda                                                                    | Sara Sorribes Tormo [8] | Włochy: Lucia Bronzetti / Elisabetta Cocciaretto                    | 6:1, 6:2        |
| II runda                                                                   | Sara Sorribes Tormo [8] | Argentyna: María Lourdes Carlé / Nadia Podoroska                    | 6:3, 6:4        |
| Ćwierćfinał                                                                | Sara Sorribes Tormo [8] | Ukraina: Ludmyła Kiczenok / Nadija Kiczenok                         | 6:3, 2:6, 12–10 |
| Półfinał                                                                   | Sara Sorribes Tormo [8] | Indywidualni sportowcy neutralni: Mirra Andriejewa / Diana Sznajder | 1:6, 2:6        |
| O brązowy medal                                                            | Sara Sorribes Tormo [8] | Czechy: Karolína Muchová / Linda Nosková                            | 6:2, 6:2        |